# دحروج شاعر (حديبو)

تعديل مصدري - تعديل

دحروج شاعر إحدى قرى مديرية حديبو التابعة لمحافظة سقطرى، بلغ تعداد سكانها 99 نسمة حسب تعداد اليمن لعام 2004.